# フージャースホールディングス
株式会社フージャースホールディングス（Hoosiers Holdings）は、東京都千代田区に本社を置く不動産会社グループの持株会社である。株式会社フージャースコーポレーションを傘下に置く。

## 沿革
- 1994年12月 - 廣岡哲也がリクルートコスモスから独立する形で有限会社フージャースを設立。
- 1995年6月 - 株式会社フージャースコーポレーションに改称。
- 2002年10月 - ジャスダック市場に上場。フージャースリビングサービスを設立。
- 2003年4月 - フージャースハートを設立。
- 2003年10月 - 東京証券取引所2部に上場。
- 2004年9月 - 同証券取引所1部に指定換え。
- 2005年4月 - フージャースキャピタルパートナーズを設立。
- 2006年4月 - フージャースハートを合併。
- 2009年4月 - フージャースキャピタルパートナーズの事業を停止（2015年1月清算結了）。
- 2013年1月 - アーバンシティ（元サンシティの完全子会社、2012年民事再生手続開始申立）を完全子会社化。
- 2013年3月 - アーバンシティを合併。
- 2013年4月 - 持株会社体制に移行。単独株式移転により持株会社フージャースホールディングスを設立。戸建事業を会社分割により新設した株式会社フージャースアベニューに承継。フージャースアベニューとフージャースリビングサービスは持株会社直接の子会社とする。
- 2014年1月 - エイ・エム・サーティワン（現：フージャースアセットマネジメント）を子会社化。
- 2015年7月 - フージャースケアデザインを設立。
- 2016年4月 - スポーツアカデミー（現：フージャースウェルネス&スポーツ）を子会社化。
- 2022年3月 - 私募リート「フージャースプライベートリート投資法人」運用開始[1]。

## グループ会社
連結子会社
- 株式会社フージャースコーポレーション
- 株式会社フージャースアセットマネジメント
- 株式会社フージャースリートアドバイザーズ

## 主な開発物件
マンションブランド
- ウィズ（W'z）
- デュオ（DUO）
- デュオヒルズ（DUO HILLS）
- マックスタワー（MAX TOWER）
  - マックスタワーレジデンス千葉（千葉県）、MAX TOWER TX-I（ティーエックス ワン）（埼玉県）など。
- マックスモード（MAX MODE）
  - MAX MODE TX-III（ティーエックス スリー）（埼玉県）など

- その他 大規模物件など
  - 函館MARKS THE TOWER（北海道）
  - 石巻テラス（宮城県）
  - ミックスガーデンつくば（茨城県）
  - 宇都宮PEAKS（栃木県）
  - ファインシティ東松戸モール&レジデンス（千葉県）
  - ザ・クイーンズガーデン稲毛（千葉県）
  - ザ・レジデンス松戸（千葉県）
  - フェスタタウン（埼玉県）
  - グランディーナ（埼玉県）
  - グランセレッソ横濱戸塚（神奈川県）